# Lussac (Charente)
Lussac ist eine französische Gemeinde mit 293 Einwohnern (Stand: 1. Januar 2022) im Département Charente in der Region Nouvelle-Aquitaine (vor 2016 Poitou-Charentes); sie gehört zum Arrondissement Confolens und zum Kanton Charente-Bonnieure. Die Einwohner werden Lussacois genannt.

## Geographie
Lussac liegt etwa 32 Kilometer nordöstlich von Angoulême und wird umgeben von den Nachbargemeinden Saint-Claud im Norden, Nieuil im Nordosten, Suaux im Osten, Chasseneuil-sur-Bonnieure im Süden sowie Cellefrouin im Westen und Nordwesten.

## Bevölkerungsentwicklung
| Jahr                       | 1962 | 1968 | 1975 | 1982 | 1990 | 1999 | 2006 | 2019 |
| Einwohner                  | 237  | 230  | 232  | 273  | 295  | 291  | 281  | 294  |
| Quellen: Cassini und INSEE |      |      |      |      |      |      |      |      |

## Sehenswürdigkeiten
- Kirche Saint-Barthélemy aus dem 15. Jahrhundert

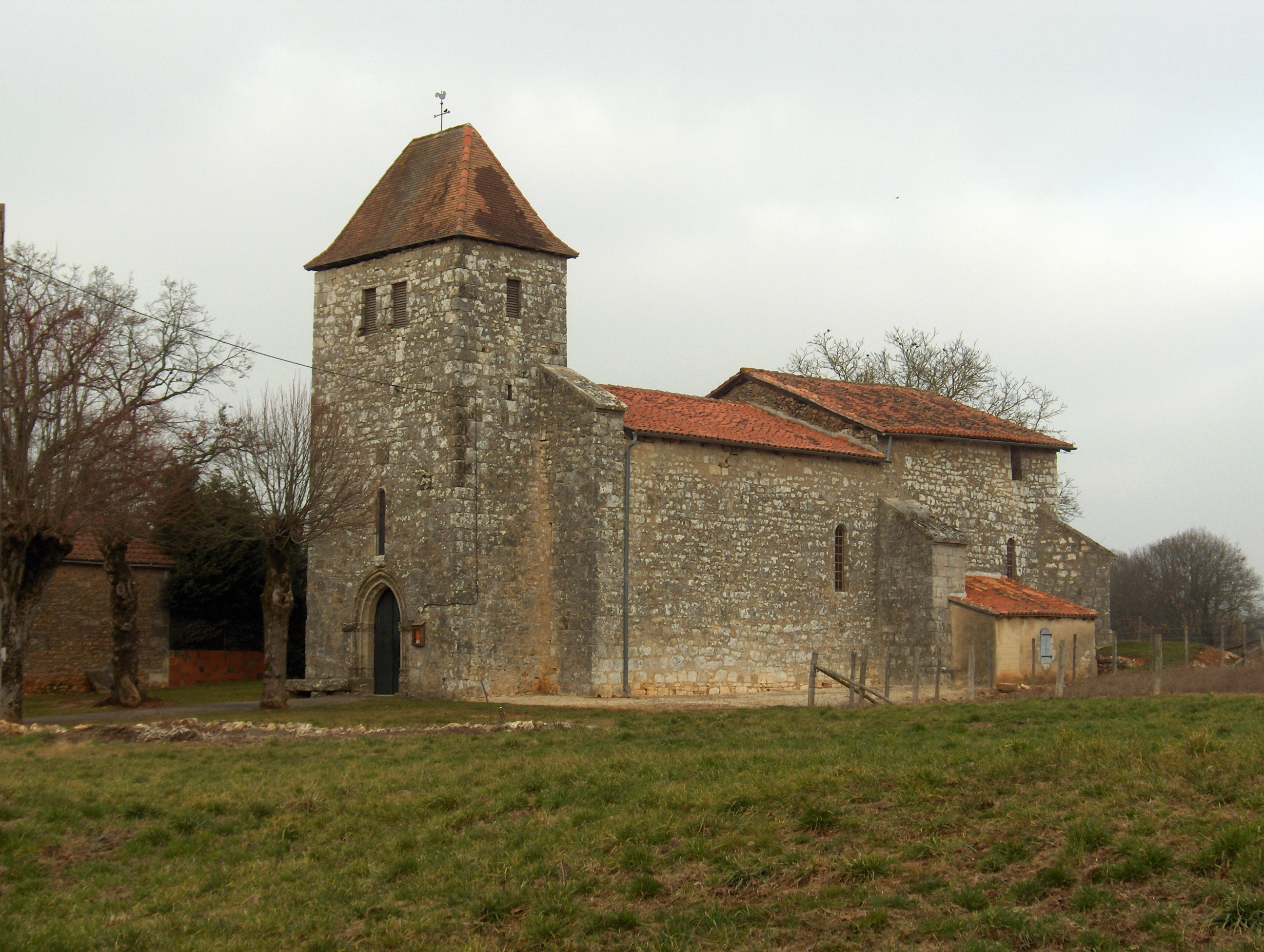
Kirche Saint-Barthélemy